# Грег Зешчук
Грег Зешчук (на английски: Greg Zeschuk) е съосновател, президент и творчески директор на компанията BioWare и вицепрезидент на Electronic Arts.
През 1995 г. той и д-р Рей Музика основават BioWare, след като получават докторските си степени от Университета в Албърта (University of Alberta).
Рей и Грег са съ-изпълнителни продуценти на игрите Shattered Steel, серията Baldur's Gate (PC), MDK2, MDK2: Armageddon, Neverwinter Nights серията, Star Wars: Knights of the Old Republic (Xbox and PC), Jade Empire, Mass Effect серията и Dragon Age серията. Освен работата си в BioWare, Грег Зешчук е директор и съ-председател на CodeBaby Corp. — софтуерна компания разработваща „следващо поколение интерфейс за цифрови медии и интернет“.